# Майлдмей, Грейс
Гре́йс Ма́йлдмей (урож. Шерингтон, англ. Grace Mildmay); ок. 1552 — 27 июля 1620) — английская знатная дама и практикующий врач, супруга Энтони Майлдмея.

## Биография
Грейс Майлдмей, урождённая Шерингтон, была дочерью сэра Генри Шерингтона и его супруги Анны Пэйджетт, дочери Роберта Пэйджетта и Грейс Фаррингдон. Она получила образование под руководством гувернантки Хэмблин, которая занималась с ней музыкой, математикой и обучала её грамоте. Помимо этого, Грейс получила религиозное воспитание в пуританстве и медицинское образование.
В 1567 году, Грейс вышла замуж за Энтони Майлдмея и переехала с мужем в Апетроп, дом её отца в Нортгемптоншире. У пары была единственная дочь Мэри, которая вышла замуж за Фрэнсиса Фейна и стала матерью 12 или 13 детей.
Грейс Майлдмей интересовалась медициной, её знания были основаны на теориях Галена, а понимание болезней и методы их лечения были обширными. Она изготавливала лекарства, используя для этого не только растения, но и химические вещества и минералы. Упоминается, что в состав одного целебного бальзама входило определённое количество корней различных растений, трав, семян, цветов и камедей. 
Скончалась 27 июля 1620 года в возрасте более 70 лет; её единственная дочь Мэри переписала её медицинские труды.